# Trappist-1b
TRAPPIST-1b är en stenig exoplanet, som ligger 39 ljusår från jorden i Vattumannen. TRAPPIST-1b kretsar runt röda dvärgen Trappist-1 på 1,51 dygn, och är närmast till Trappist-1 av alla Trappist-1-planeter. Den är inte i beboeliga zonen av sin stjärna, där vatten kan vara flytande. TRAPPIST-1 är troligen som Venus, vilket gör den helt obeboelig. Den har troligen också en bunden rotation runt Trappist-1, vilket betyder att en sida av planeten sida alltid visas mot sin stjärna, så att ena sida har permanent dag, medan den andra har permanent natt. 